# Operación Spitbreak
Pertenece a la serie de animación Gundam SEED.
Nombre en clave de una de las más importantes ofensivas que realizó ZAFT. En un principio se preveía que fuera un ataque a Panamá, una base de importancia primordial para la Alianza pues en ella se estaba uno de los últimos mass-driver controlados por la Alianza.
La operación fue aprobada con una fuerte oposición por parte de la facción que apoyaba a Siegel Clyne y que deseaba evitar una escalada de la guerra.
No obstante Patrick Zala recién nombrado líder de las PLANT tenía otros planes, la "verdadera" operación Spitbreak pretendía atacar la base de JOSH-A situada en Alaska y cuartel general de la Alianza mientras está agrupaba sus fuerzas en Panamá esperando el ataque. Muy pocas personas conocían de este hecho pero una de ellas era Rau Le Creuset que lo filtró a la Alianza quien preparó una trampa para ZAFT. La alianza autodestruyó su cuartel general con muchos de sus propios soldados dentro, los cuales fueron sacrificados con el fin de destruir también gran parte de las fuerzas de asalto de ZAFT.
El Archangel también se hallaba allí pues se le había considerado poco de fiar debido a haber permitido a un Coordinador formar parte de la tripulación. Antes de que la base se autodestruyera mediante la activación del sistema CYCLOPS Mwu La Flaga advierte al Archangel que debe abandonar la batalla y huir. Gracias a su ayuda y a la intervención de Kira con su recién "adquirido" ZGMF X10A Freedom consiguen escapar antes de que se active el CYCLOPS, destruyendo la base y pulverizando a todos los que luchaban allí.
- Datos: Q11696689